# Талка
Талка (на испански: Talca) е град в Чили, столица на регион Мауле. Населението на Талка е 201 797 жители (2005 г.), а площта му е 232 км². Гъстотата на населението е 89,6 жители/км². Основан е на 17 февруари 1742 г.
Разположен е на 102 метра надморска височина в Централната чилийска долина.